# ソロモン・アンドリュース

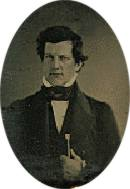
Solomon Andrews

ソロモン・アンドリュース（Solomon Andrews、1806年 - 1872年）は、アメリカ合衆国ニュージャージー州のパースアンボイの医者、発明家である。無動力ではあるが操縦できる気球（飛行船）を発明した。平べったい形状の気嚢を傾けることによってヨットのように気流の力で操縦しようとする構想であった。初飛行の機体はパイロットと乗組員がバスケットの中を移動して操縦を行った。
1863年6月1日に"Aereon"と命名された気球はパース・アンボイで飛行した。25m弱の3つの葉巻型の気嚢を持ち、ラダーとゴンドラが装備された。砂袋を投棄することや、ガスを逃がすことによって浮力を調整した。アンドリュースは、リンカーン大統領に手紙を書き、南北戦争でアンドリューの発明を用いることを提案した。1864年にスミソニアン研究所でデモンストレーションを行うことになった。南北戦争の帰趨はすでにほとんど決まっていたので政府は興味を示さなかった。アンドリュースは商用飛行船の製造とニューヨークとフィラデルフィア間の定期便を運営する目的の会社を設立した。

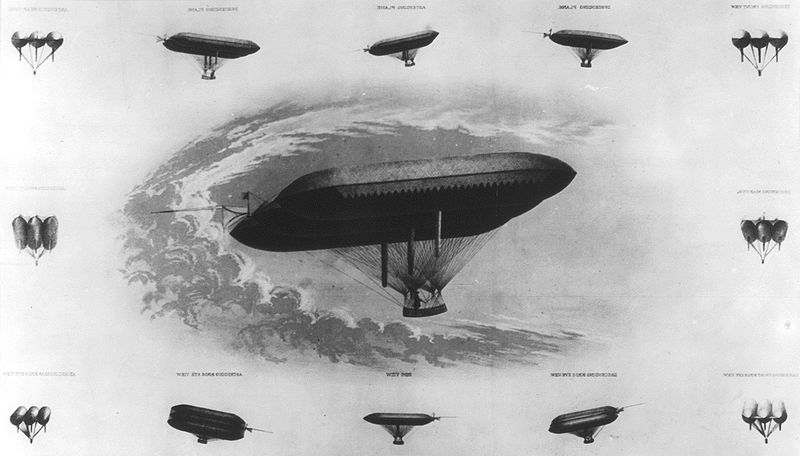
アンドリュースの飛行船（気球）

"Aereon #2"は前後が尖ったレモン形状の気嚢の形状となった。ひもとプリーでガスを圧縮したり膨張させる装置で浮力を調整した。1866年5月25日、ニューヨークで飛行を行った。2回目の飛行では助手を同乗させて、ロングアイランドのオイスター湾まで飛行した。南北戦争後の経済不況と銀行の破産でアンドリュースの会社は破綻し、再び飛行することはなかった。
アンドリューのそれ以外の発明には縫製機や樽をつくる機械、燻蒸装置、鍛造機などがある。本職は医者でパース・アンボイの市長を務め、下水道の整備をおこなった。
1959年にニュージャージーにアンドリューの気球の名前を取った会社が設立されて実験的な飛行船・航空機の製作を行なっている。